# Kalala Ilunga
 (décembre 2020).
Si vous disposez d'ouvrages ou d'articles de référence ou si vous connaissez des sites web de qualité traitant du thème abordé ici, merci de compléter l'article en donnant les références utiles à sa vérifiabilité et en les liant à la section « Notes et références ».
Kalala Ilunga (XVIe siècle) fut l’un des empereurs luba. Il était le fils aîné de Ilunga Mbidi et neveu du roi Kongolo Mwamba. Dès son jeune âge, il se démarquera des autres par ses capacités de guerrier (comme son père) et ses dons spirituels et mystiques.
Ayant atteint l’âge d’un jeune adulte, il intégra les forces guerrières de l’empire et les conduira à de nombreux succès. Kongolo, déjà vieux et inquiet pour sa descendance et son empire et redoutant des velléités de vengeance par rapport à Ilunga Mbidi, organisera un complot visant à l’éliminer lui aussi.
Au cours d'une cérémonie à la Cour, Kalala Ilunga, comme tous les autres princes devait effectuer une danse rituelle devant le roi. Dans le couloir de danse on avait creusé un trou dans lequel on avait dissimulé des lances et des fétiches de telle sorte que Kalala Ilunga puisse y tomber et mourir. Heureusement, les prêtres Mbudie eurent écho du piège et l’alertèrent. Lors de la cérémonie, Kalala Ilunga effectua sa danse avec prudence en évitant le piège. Le coup manqué, Kongolo organisera un autre complot avec la complicité de quelques soldats.
Il était prévu que les guerriers abattent Kalala Ilunga sur le champ de bataille. Quand la mutinerie éclata, les fidèles de Kalala Ilunga le protégèrent et sortirent victorieux. Pensant que la victoire lui était acquise, Kongolo se rendit sur le champ de bataille pour y trouver Kalala Ilunga vivant et soutenu par les soldats. Kalala Ilunga le pourchassa, le rattrapa et le tua. Il prit soin de prendre sa tête et ses organes génitaux avec lesquels il rentra à la capitale Mwibele. En les exposant au peuple et à la cour, il fut aussitôt proclamé mulopwe (empereur en Tshiluba).
L’empire Luba fut prospère et grand jusqu’à sa mort. Son fils Ilunga wa Luhefu lui succéda, mais ne put garder l’empire intact.

## Référence
- The Oxford Companion to World Mythology; David Leeming; 2005; Oxford University Press, Inc. p515.  (ISBN 9780195156690)